# Mialet (Gard)
Mialet è un comune francese di 591 abitanti situato nel dipartimento del Gard, nella regione dell'Occitania.

## Società

### Evoluzione demografica
Abitanti censiti